# István Juhász
István Juhász (17. července 1945, Budapešť – 16. září 2024) byl maďarský fotbalista, záložník. V roce 1973 byl vyhlášen maďarským fotbalistou roku.

## Fotbalová kariéra
V maďarské lize hrál za Ferencvárosi TC, nastoupil ve 301 ligových utkáních a dal 41 gólů. S týmem vyhrál čtyřikrát maďarskou fotbalovou ligu a třikrát pohár. V Poháru mistrů evropských zemí nastoupil v 10 utkáních, v Poháru vítězů pohárů nastoupil v 9 utkáních, v Poháru UEFA nastoupil v 7 utkáních a dal 1 gól a ve Veletržním poháru nastoupil ve 23 utkáních a dal 1 gól. Kariéru zakončil v amerických týmech San Diego Jaws a San Diego Sockers. Za maďarskou reprezentaci nastoupil v letech 1969–1977 ve 23 utkáních a dal 1 gól. Byl členem maďarské reprezentace na Mistrovství Evropy ve fotbale 1972, kde Maďarsko skončilo na 4. místě, nastoupil v obou utkáních. Byl členem vítězné maďarské reprezentace na LOH 1968 v Mexiku.

## Ligová bilance
| Ročník                     | Zápasy | Góly | Klub            |
| -------------------------- | ------ | ---- | --------------- |
| 1. maďarská liga 1963      | 4      | 5    | Ferencvárosi TC |
| 1. maďarská liga 1964      | 7      | 5    | Ferencvárosi TC |
| 1. maďarská liga 1965      | 23     | 3    | Ferencvárosi TC |
| 1. maďarská liga 1966      | 17     | 1    | Ferencvárosi TC |
| 1. maďarská liga 1967      | 27     | 0    | Ferencvárosi TC |
| 1. maďarská liga 1968      | 26     | 3    | Ferencvárosi TC |
| 1. maďarská liga 1969      | 29     | 4    | Ferencvárosi TC |
| 1. maďarská liga 1970      | 16     | 1    | Ferencvárosi TC |
| 1. maďarská liga 1970/1971 | 23     | 3    | Ferencvárosi TC |
| 1. maďarská liga 1971/1972 | 28     | 0    | Ferencvárosi TC |
| 1. maďarská liga 1972/1973 | 27     | 10   | Ferencvárosi TC |
| 1. maďarská liga 1973/1974 | 30     | 4    | Ferencvárosi TC |
| 1. maďarská liga 1974/1975 | 26     | 1    | Ferencvárosi TC |
| 1. maďarská liga 1975/1976 | 18     | 1    | Ferencvárosi TC |
| CELKEM 1. maďarská liga    | 301    | 41   |                 |